# Misja Ge
Misja Ge (ryska: Миша Ге) född 17 maj 1991 i Moskva, är en uzbekisk konståkare. 
Misja Ge började tävla för Uzbekistan år 2010. Han tränar dels i Lake Arrowhead i USA och dels i Tasjkent i Uzbekistan. Han slutade på sjätte plats vid de asiatiska vinterspelen 2011 och tolva vid fyrakontinentsmästerskapen 2011. Han tränas för närvarande av amerikanen Frank Carroll i hopp. 
Misja Ge föddes i Ryssland och uppfostrades i Kina, där hans föräldrar tränade. Han flyttade sedan, tillsammans med sin familj, till USA. 